# Lepanthopsis apoda
Lepanthopsis apoda là một loài thực vật có hoa trong họ Lan. Loài này được (Garay & Dunst.) Luer mô tả khoa học đầu tiên năm 1982.